# Groupe B de la Copa América 2021
 (novembre 2022).
Navigation
- A
- B

- Quarts
- Demies
- 3e place
- Finale

Le groupe B de la Copa América 2021, qui se dispute au Brésil du 13 juin au 27 juin 2021, comprend cinq équipes dont les quatre premières se qualifient pour les quarts de finale de la compétition.
À l'origine, le groupe A devait se jouer du 13 au 1er juillet 2020 en Colombie. Cependant, le 17 mars 2020, le tournoi a été reporté à 2021 en raison de la pandémie de Covid-19 qui sévit en Amérique du Sud.
Le 20 mai 2021, en raison de problèmes de sécurité liés aux manifestations contre le gouvernement du président Iván Duque, la CONMEBOL annonce que la Colombie n'accueillerait plus le tournoi. La confédération sud-américaine annonce le 31 mai que le Brésil organisera la Copa América 2021.

## Participants
| Position au tirage au sort | Équipe    | Participations | Dernière participation | Meilleure performance passée                                       | Classement FIFA au 27 mai 2021 |
| -------------------------- | --------- | -------------- | ---------------------- | ------------------------------------------------------------------ | ------------------------------ |
| B1                         | Brésil PO | 37e            | 2019                   | Vainqueur (9) 1919, 1922, 1949, 1989, 1997, 1999, 2004, 2007, 2019 | 3                              |
| B2                         | Colombie  | 23e            | 2019                   | Vainqueur (1) 2001                                                 | 15                             |
| B3                         | Venezuela | 19e            | 2019                   | Quatrième (1) 2011                                                 | 30                             |
| B4                         | Équateur  | 29e            | 2019                   | Quatrième (2) 1959 (2), 1993                                       | 53                             |
| B5                         | Pérou     | 33e            | 2019                   | Vainqueur (2) 1939, 1975                                           | 27                             |

## Classement
| Rang | Équipe    | Pts | J | G | N | P | Bp | Bc | Diff |
| ---- | --------- | --- | - | - | - | - | -- | -- | ---- |
| 1    | Brésil    | 10  | 4 | 3 | 1 | 0 | 10 | 2  | +8   |
| 2    | Pérou     | 7   | 4 | 2 | 1 | 1 | 5  | 7  | -2   |
| 3    | Colombie  | 4   | 4 | 1 | 1 | 2 | 3  | 4  | -1   |
| 4    | Équateur  | 3   | 4 | 0 | 3 | 1 | 5  | 6  | -1   |
| 5    | Venezuela | 2   | 4 | 0 | 2 | 2 | 2  | 6  | -4   |

En quarts de finale :
- Le vainqueur du groupe B affrontera le quatrième du groupe A.
- Le deuxième du groupe B affrontera le troisième du groupe A.
- Le troisième du groupe B affrontera le deuxième du groupe A
- Le quatrième du groupe B affrontera le vainqueur du groupe A.

## Matchs
Le calendrier original pour 2020 et les heures de coup d'envoi ont été annoncés respectivement le 3 décembre 2019 et le 4 mars 2020,. Le nouveau calendrier pour 2021 a été annoncé le 13 août 2020. À la suite du retrait du Qatar, le calendrier raccourci a été annoncé le 15 mars 2021.
La modification la plus importante dans le nouveau calendrier du Groupe B est l'échange de matches entre les villes de Medellín et de Cali.
Après le déplacement de la Copa América au Brésil, le calendrier définitif est annoncé le 2 juin 2021.
Toutes les heures de match indiquées sont locales, BRT (UTC−3). Cuiabá est situé dans un fuseau horaire différent, AMT (UTC−4), l'heure locale est également indiquée.

### Brésil - Venezuela
| Match 1 (match d'ouverture) | Brésil                                                     | 3 - 0   | Venezuela | Stade national de Brasilia Mané Garrincha, Brasilia                              |                                                                                  |
| 13 juin 2021 18:00 (UTC−3)  | Marquinhos 23e · Neymar 64e (pen.) · ( Neymar) Barbosa 89e | (1 - 0) |           | Spectateurs : 0 Arbitrage : Esteban Ostojich (en) Arbitre vidéo : Julio Bascuñán | Spectateurs : 0 Arbitrage : Esteban Ostojich (en) Arbitre vidéo : Julio Bascuñán |
| 13 juin 2021 18:00 (UTC−3)  | Rapport                                                    |         |           | Spectateurs : 0 Arbitrage : Esteban Ostojich (en) Arbitre vidéo : Julio Bascuñán | Spectateurs : 0 Arbitrage : Esteban Ostojich (en) Arbitre vidéo : Julio Bascuñán |

| Brésil | Venezuela |

| BRÉSIL :        |    |                 |     |     |
|                 |    |                 |     |     |
| Gardien de but  | 1  | Alisson         |     |     |
|                 | 16 | Renan Lodi      | 38e | 45e |
|                 | 4  | Marquinhos      |     |     |
|                 | 14 | Éder Militão    |     |     |
|                 | 2  | Danilo          |     |     |
|                 | 8  | Fred            |     | 86e |
|                 | 5  | Casemiro        |     |     |
|                 | 17 | Lucas Paquetá   |     | 45e |
|                 | 10 | Neymar          |     |     |
|                 | 7  | Richarlison     |     | 65e |
|                 | 9  | Gabriel Jesus   |     | 86e |
| Remplaçants :   |    |                 |     |     |
|                 | 6  | Alex Sandro     |     | 45e |
|                 | 11 | Éverton Ribeiro |     | 45e |
|                 | 21 | Gabriel Barbosa | 66e | 65e |
|                 | 15 | Fabinho         |     | 86e |
|                 | 18 | Vinícius Júnior |     | 86e |
| Sélectionneur : |    |                 |     |     |
| Tite            |    |                 |     |     |

| VENEZUELA :     |    |                       |     |       |
|                 |    |                       |     |       |
| Gardien de but  | 12 | Joel Graterol         |     |       |
|                 | 27 | Yohán Cumana          |     |       |
|                 | 14 | Luis Mago             | 80e |       |
|                 | 28 | Adrián Martínez       |     |       |
|                 | 8  | Francisco La Mantía   |     |       |
|                 | 21 | Alexander González    |     | 90+2e |
|                 | 23 | Cristian Cásseres Jr. |     | 84e   |
|                 | 24 | Bernaldo Manzano      | 69e | 77e   |
|                 | 5  | Júnior Moreno         |     |       |
|                 | 13 | José Andrés Martínez  |     |       |
|                 | 9  | Fernando Aristeguieta |     | 77e   |
| Remplaçants :   |    |                       |     |       |
|                 | 25 | Richard Celis         |     | 77e   |
|                 | 11 | Sergio Córdova        |     | 77e   |
|                 | 26 | Edson Castillo        |     | 84e   |
|                 | 20 | Ronald Hernández      |     | 90+2e |
| Sélectionneur : |    |                       |     |       |
| José Peseiro    |    |                       |     |       |

| Assistants : Carlos Barreiro Martín Soppi Quatrième arbitre : Gery Vargas (en) Arbitre assistant vidéo : Cristian Garay Homme du match : Neymar |

### Colombie - Équateur
| Match 2                    | Colombie             | 1 - 0   | Équateur | Arena Pantanal, Cuiabá                                                        |                                                                               |
| 13 juin 2021 20:00 (UTC−4) | ( Borja) Cardona 42e | (1 - 0) |          | Spectateurs : 0 Arbitrage : Néstor Pitana Arbitre vidéo : Mauro Vigliano (en) | Spectateurs : 0 Arbitrage : Néstor Pitana Arbitre vidéo : Mauro Vigliano (en) |
| 13 juin 2021 20:00 (UTC−4) | Rapport              |         |          | Spectateurs : 0 Arbitrage : Néstor Pitana Arbitre vidéo : Mauro Vigliano (en) | Spectateurs : 0 Arbitrage : Néstor Pitana Arbitre vidéo : Mauro Vigliano (en) |

| Colombie | Équateur |

| COLOMBIE :      |    |                     |     |       |
|                 |    |                     |     |       |
| Gardien de but  | 1  | David Ospina        |     |       |
|                 | 17 | Yairo Moreno        |     | 45+5e |
|                 | 3  | Óscar Murillo       |     | 82e   |
|                 | 13 | Yerry Mina          |     |       |
|                 | 16 | Daniel Muñoz        | 79e |       |
|                 | 10 | Edwin Cardona       |     | 82e   |
|                 | 15 | Mateus Uribe        | 25e | 61e   |
|                 | 5  | Wílmar Barrios      |     |       |
|                 | 11 | Juan Cuadrado       |     |       |
|                 | 19 | Miguel Borja        |     | 61e   |
|                 | 18 | Rafael Santos Borré | 90e |       |
| Remplaçants :   |    |                     |     |       |
|                 | 6  | William Tesillo     |     | 45+5e |
|                 | 21 | Sebastián Pérez     |     | 61e   |
|                 | 7  | Duván Zapata        |     | 61e   |
|                 | 23 | Davinson Sánchez    |     | 82e   |
|                 | 8  | Gustavo Cuéllar     |     | 82e   |
| Sélectionneur : |    |                     |     |       |
| Reinaldo Rueda  |    |                     |     |       |

| ÉQUATEUR :      |    |                  |     |     |
|                 |    |                  |     |     |
| Gardien de but  | 12 | Pedro Ortíz      |     |     |
|                 | 7  | Pervis Estupiñán |     |     |
|                 | 3  | Piero Hincapié   |     |     |
|                 | 4  | Robert Arboleda  |     |     |
|                 | 17 | Ángelo Preciado  |     |     |
|                 | 8  | Fidel Martínez   |     | 59e |
|                 | 23 | Moisés Caicedo   |     | 80e |
|                 | 20 | Jhegson Méndez   |     |     |
|                 | 19 | Gonzalo Plata    |     | 69e |
|                 | 13 | Enner Valencia   | 87e |     |
|                 | 11 | Michael Estrada  |     | 69e |
| Remplaçants :   |    |                  |     |     |
|                 | 15 | Ángel Mena       |     | 59e |
|                 | 18 | Ayrton Preciado  |     | 69e |
|                 | 26 | Jordy Caicedo    |     | 69e |
|                 | 10 | Damián Díaz      |     | 80e |
| Sélectionneur : |    |                  |     |     |
| Gustavo Alfaro  |    |                  |     |     |

| Assistants : Ezequiel Brailovsky Gabriel Chade Quatrième arbitre : Jesús Gil Manzano (en) Arbitre assistant vidéo : Facundo Tello Homme du match : Edwin Cardona |

### Colombie - Venezuela
| Match 5                    | Colombie | 0 - 0 | Venezuela | Stade olympique Pedro Ludovico Teixeira, Goiânia                          |                                                                           |
| 17 juin 2021 18:00 (UTC−3) |          |       |           | Spectateurs : 0 Arbitrage : Eber Aquino (es) Arbitre vidéo : Derlis López | Spectateurs : 0 Arbitrage : Eber Aquino (es) Arbitre vidéo : Derlis López |
| 17 juin 2021 18:00 (UTC−3) | Rapport  |       |           | Spectateurs : 0 Arbitrage : Eber Aquino (es) Arbitre vidéo : Derlis López | Spectateurs : 0 Arbitrage : Eber Aquino (es) Arbitre vidéo : Derlis López |

| Colombie | Venezuela |

| COLOMBIE :      |    |                  |       |     |
|                 |    |                  |       |     |
| Gardien de but  | 1  | David Ospina     |       |     |
|                 | 6  | William Tesillo  |       |     |
|                 | 23 | Davinson Sánchez |       |     |
|                 | 13 | Yerry Mina       |       |     |
|                 | 16 | Daniel Muñoz     |       |     |
|                 | 10 | Edwin Cardona    |       | 62e |
|                 | 15 | Mateus Uribe     | 82e   |     |
|                 | 5  | Wílmar Barrios   |       |     |
|                 | 11 | Juan Cuadrado    | 77e   |     |
|                 | 7  | Duván Zapata     |       | 73e |
|                 | 9  | Luis Muriel      |       | 62e |
| Remplaçants :   |    |                  |       |     |
|                 | 27 | Jaminton Campaz  |       | 62e |
|                 | 14 | Luis Díaz        | 90+4e | 62e |
|                 | 19 | Miguel Borja     |       | 73e |
| Sélectionneur : |    |                  |       |     |
| Reinaldo Rueda  |    |                  |       |     |

| VENEZUELA :     |    |                       |     |     |
|                 |    |                       |     |     |
| Gardien de but  | 1  | Wuilker Faríñez       |     |     |
|                 | 27 | Yohán Cumana          | 86e |     |
|                 | 14 | Luis Mago             |     |     |
|                 | 28 | Adrián Martínez       | 81e |     |
|                 | 8  | Francisco La Mantía   | 55e |     |
|                 | 21 | Alexander González    |     | 89e |
|                 | 23 | Cristian Cásseres Jr. |     | 59e |
|                 | 24 | Bernaldo Manzano      |     | 89e |
|                 | 5  | Júnior Moreno         |     |     |
|                 | 13 | José Andrés Martínez  |     |     |
|                 | 9  | Fernando Aristeguieta | 51e | 83e |
| Remplaçants :   |    |                       |     |     |
|                 | 6  | Yangel Herrera        | 77e | 59e |
|                 | 11 | Sergio Córdova        |     | 83e |
|                 | 20 | Ronald Hernández      |     | 89e |
|                 | 26 | Edson Castillo        |     | 89e |
| Sélectionneur : |    |                       |     |     |
| José Peseiro    |    |                       |     |     |

| Assistants : Eduardo Cardozo Milciades Saldívar (es) Quatrième arbitre : Daniel Fedorczuk (en) Arbitre assistant vidéo : Juan Gabriel Benítez Homme du match : Wuilker Faríñez |

### Brésil - Pérou
| Match 6                    | Brésil                                                                                            | 4 - 0   | Pérou | Stade olympique Nilton-Santos, Rio de Janeiro                                         |                                                                                       |
| 17 juin 2021 21:00 (UTC−3) | ( Gabriel Jesus) Sandro 12e · ( Fred) Neymar 68e · ( Richarlison) Ribeiro 89e · Richarlison 90+3e | (1 - 0) |       | Spectateurs : 0 Arbitrage : Patricio Loustau (en) Arbitre vidéo : Mauro Vigliano (en) | Spectateurs : 0 Arbitrage : Patricio Loustau (en) Arbitre vidéo : Mauro Vigliano (en) |
| 17 juin 2021 21:00 (UTC−3) | Rapport                                                                                           |         |       | Spectateurs : 0 Arbitrage : Patricio Loustau (en) Arbitre vidéo : Mauro Vigliano (en) | Spectateurs : 0 Arbitrage : Patricio Loustau (en) Arbitre vidéo : Mauro Vigliano (en) |

| Brésil | Pérou |

| BRÉSIL :        |    |                 |     |     |
|                 |    |                 |     |     |
| Gardien de but  | 23 | Ederson         |     |     |
|                 | 6  | Alex Sandro     |     | 77e |
|                 | 3  | Thiago Silva    |     |     |
|                 | 14 | Éder Militão    |     |     |
|                 | 2  | Danilo          |     | 84e |
|                 | 19 | Everton         |     | 45e |
|                 | 8  | Fred            |     |     |
|                 | 15 | Fabinho         |     |     |
|                 | 9  | Gabriel Jesus   | 59e | 72e |
|                 | 10 | Neymar          |     |     |
|                 | 21 | Gabriel Barbosa |     | 45e |
| Remplaçants :   |    |                 |     |     |
|                 | 11 | Éverton Ribeiro |     | 45e |
|                 | 7  | Richarlison     |     | 45e |
|                 | 20 | Roberto Firmino |     | 72e |
|                 | 16 | Renan Lodi      |     | 77e |
|                 | 13 | Emerson         |     | 84e |
| Sélectionneur : |    |                 |     |     |
| Tite            |    |                 |     |     |

| PÉROU :         |    |                   |     |     |
|                 |    |                   |     |     |
| Gardien de but  | 1  | Pedro Gallese     |     |     |
|                 | 16 | Marcos López      |     |     |
|                 | 2  | Luis Abram        |     |     |
|                 | 15 | Christian Ramos   | 23e |     |
|                 | 3  | Aldo Corzo        |     |     |
|                 | 19 | Yoshimar Yotún    | 44e | 74e |
|                 | 13 | Renato Tapia      |     |     |
|                 | 10 | Christian Cueva   |     | 74e |
|                 | 8  | Sergio Peña       |     | 67e |
|                 | 18 | André Carrillo    |     |     |
|                 | 9  | Gianluca Lapadula |     | 67e |
| Remplaçants :   |    |                   |     |     |
|                 | 17 | Luis Iberico      |     | 67e |
|                 | 11 | Alex Valera       |     | 67e |
|                 | 7  | Gerald Távara     | 82e | 74e |
|                 | 23 | Alexis Arias      |     | 74e |
| Sélectionneur : |    |                   |     |     |
| Ricardo Gareca  |    |                   |     |     |

| Assistants : Gabriel Chade Ezequiel Brailovsky Quatrième arbitre : Facundo Tello Arbitre assistant vidéo : Cristián Garay Homme du match : Neymar |

### Venezuela - Équateur
| Match 9                    | Venezuela                                                   | 2 - 2   | Équateur                                 | Stade olympique Nilton-Santos, Rio de Janeiro                            |                                                                          |
| 20 juin 2021 18:00 (UTC−3) | ( José Martínez) Castillo 51e · ( Castillo) Hernández 90+1e | (0 - 1) | 39e Ay. Preciado (Arboleda ) · 71e Plata | Spectateurs : 0 Arbitrage : Roberto Tobar Arbitre vidéo : Julio Bascuñán | Spectateurs : 0 Arbitrage : Roberto Tobar Arbitre vidéo : Julio Bascuñán |
| 20 juin 2021 18:00 (UTC−3) | Rapport                                                     |         |                                          | Spectateurs : 0 Arbitrage : Roberto Tobar Arbitre vidéo : Julio Bascuñán | Spectateurs : 0 Arbitrage : Roberto Tobar Arbitre vidéo : Julio Bascuñán |

| Venezuela | Équateur |

| VENEZUELA :     |    |                       |  |     |
|                 |    |                       |  |     |
| Gardien de but  | 1  | Wuilker Faríñez       |  |     |
|                 | 27 | Yohán Cumana          |  | 77e |
|                 | 14 | Luis Mago             |  |     |
|                 | 4  | José Manuel Velázquez |  |     |
|                 | 28 | Adrián Martínez       |  |     |
|                 | 21 | Alexander González    |  |     |
|                 | 23 | Cristian Cásseres Jr. |  | 82e |
|                 | 26 | Edson Castillo        |  |     |
|                 | 5  | Júnior Moreno         |  | 82e |
|                 | 13 | José Andrés Martínez  |  | 77e |
|                 | 9  | Fernando Aristeguieta |  | 57e |
| Remplaçants :   |    |                       |  |     |
|                 | 11 | Sergio Córdova        |  | 57e |
|                 | 20 | Ronald Hernández      |  | 77e |
|                 | 15 | Jan Carlos Hurtado    |  | 77e |
|                 | 24 | Bernaldo Manzano      |  | 82e |
|                 | 25 | Richard Celis         |  | 82e |
| Sélectionneur : |    |                       |  |     |
| José Peseiro    |    |                       |  |     |

| ÉQUATEUR :      |    |                  |       |     |
|                 |    |                  |       |     |
| Gardien de but  | 12 | Pedro Ortíz      |       |     |
|                 | 7  | Pervis Estupiñán |       |     |
|                 | 3  | Piero Hincapié   |       |     |
|                 | 4  | Robert Arboleda  |       |     |
|                 | 17 | Ángelo Preciado  | 45+3e |     |
|                 | 18 | Ayrton Preciado  |       | 88e |
|                 | 23 | Moisés Caicedo   | 81e   |     |
|                 | 20 | Jhegson Méndez   |       | 67e |
|                 | 15 | Ángel Mena       |       | 68e |
|                 | 13 | Enner Valencia   | 21e   | 83e |
|                 | 9  | Leonardo Campana |       |     |
| Remplaçants :   |    |                  |       |     |
|                 | 6  | Christian Noboa  |       | 67e |
|                 | 19 | Gonzalo Plata    |       | 68e |
|                 | 21 | Alan Franco      |       | 83e |
|                 | 8  | Fidel Martínez   |       | 88e |
| Sélectionneur : |    |                  |       |     |
| Gustavo Alfaro  |    |                  |       |     |

| Assistants : Christian Schiemann (es) Claudio Ríos Quatrième arbitre : Leodán González (es) Arbitre assistant vidéo : Cristián Garay Homme du match : Gonzalo Plata |

### Colombie - Pérou
| Match 10                   | Colombie         | 1 - 2   | Pérou                     | Stade olympique Pedro Ludovico Teixeira, Goiânia                               |                                                                                |
| 20 juin 2021 21:00 (UTC−3) | Borja 53e (pen.) | (0 - 1) | 17e Peña · 64e (csc) Mina | Spectateurs : 0 Arbitrage : Esteban Ostojich (en) Arbitre vidéo : Andrés Cunha | Spectateurs : 0 Arbitrage : Esteban Ostojich (en) Arbitre vidéo : Andrés Cunha |
| 20 juin 2021 21:00 (UTC−3) | Rapport          |         |                           | Spectateurs : 0 Arbitrage : Esteban Ostojich (en) Arbitre vidéo : Andrés Cunha | Spectateurs : 0 Arbitrage : Esteban Ostojich (en) Arbitre vidéo : Andrés Cunha |

| Colombie | Pérou |

| COLOMBIE :      |    |                  |     |     |
|                 |    |                  |     |     |
| Gardien de but  | 1  | David Ospina     |     |     |
|                 | 6  | William Tesillo  |     |     |
|                 | 23 | Davinson Sánchez |     |     |
|                 | 13 | Yerry Mina       |     |     |
|                 | 2  | Stefan Medina    |     | 81e |
|                 | 21 | Sebastián Pérez  |     | 60e |
|                 | 5  | Wílmar Barrios   |     |     |
|                 | 7  | Duván Zapata     |     | 61e |
|                 | 10 | Edwin Cardona    |     | 70e |
|                 | 11 | Juan Cuadrado    |     |     |
|                 | 19 | Miguel Borja     | 29e |     |
| Remplaçants :   |    |                  |     |     |
|                 | 8  | Gustavo Cuéllar  |     | 60e |
|                 | 9  | Luis Muriel      |     | 61e |
|                 | 28 | Yimmi Chará      |     | 70e |
|                 | 20 | Alfredo Morelos  |     | 81e |
| Sélectionneur : |    |                  |     |     |
| Reinaldo Rueda  |    |                  |     |     |

| PÉROU :         |    |                   |     |       |
|                 |    |                   |     |       |
| Gardien de but  | 1  | Pedro Gallese     | 51e |       |
|                 | 16 | Marcos López      |     |       |
|                 | 22 | Alexander Callens |     |       |
|                 | 15 | Christian Ramos   |     |       |
|                 | 3  | Aldo Corzo        |     |       |
|                 | 19 | Yoshimar Yotún    |     |       |
|                 | 13 | Renato Tapia      |     |       |
|                 | 10 | Christian Cueva   |     | 90+2e |
|                 | 8  | Sergio Peña       |     | 83e   |
|                 | 18 | André Carrillo    | 43e |       |
|                 | 9  | Gianluca Lapadula |     | 83e   |
| Remplaçants :   |    |                   |     |       |
|                 | 14 | Wilder Cartagena  |     | 83e   |
|                 | 20 | Santiago Ormeño   |     | 83e   |
|                 | 24 | Raziel García     |     | 90+2e |
| Sélectionneur : |    |                   |     |       |
| Ricardo Gareca  |    |                   |     |       |

| Assistants : Martín Soppi Edwar Saavedra Quatrième arbitre : Gery Vargas (en) Arbitre assistant vidéo : Daniel Fedorczuk (en) Homme du match : Renato Tapia |

### Équateur - Pérou
| Match 13                   | Équateur                                     | 2 - 2   | Pérou                                           | Stade olympique Pedro Ludovico Teixeira, Goiânia                                                     | |
| 23 juin 2021 18:00 (UTC−3) | Tapia 23e (csc) · ( Díaz) Ay. Preciado 45+3e | (2 - 0) | 49e Lapadula (Cueva ) · 54e Carillo (Lapadula ) | Spectateurs : 0 Arbitrage : Jesús Gil Manzano (en) Arbitre vidéo : Ricardo de Burgos Bengoetxea (en) | Spectateurs : 0 Arbitrage : Jesús Gil Manzano (en) Arbitre vidéo : Ricardo de Burgos Bengoetxea (en) |
| 23 juin 2021 18:00 (UTC−3) | Rapport                                      |         |                                                 | Spectateurs : 0 Arbitrage : Jesús Gil Manzano (en) Arbitre vidéo : Ricardo de Burgos Bengoetxea (en) | Spectateurs : 0 Arbitrage : Jesús Gil Manzano (en) Arbitre vidéo : Ricardo de Burgos Bengoetxea (en) |

| Équateur | Pérou |

| ÉQUATEUR :      |    |                  |     |       |
|                 |    |                  |     |       |
| Gardien de but  | 1  | Hernán Galíndez  |     |       |
|                 | 7  | Pervis Estupiñán |     |       |
|                 | 3  | Piero Hincapié   | 57e |       |
|                 | 4  | Robert Arboleda  |     |       |
|                 | 17 | Ángelo Preciado  |     |       |
|                 | 18 | Ayrton Preciado  |     | 90+2e |
|                 | 23 | Moisés Caicedo   |     |       |
|                 | 20 | Jhegson Méndez   |     | 81e   |
|                 | 21 | Alan Franco      |     | 82e   |
|                 | 10 | Damián Díaz      |     | 64e   |
|                 | 9  | Leonardo Campana |     | 64e   |
| Remplaçants :   |    |                  |     |       |
|                 | 11 | Michael Estrada  |     | 64e   |
|                 | 15 | Ángel Mena       |     | 64e   |
|                 | 6  | Christian Noboa  |     | 81e   |
|                 | 26 | Jordy Caicedo    |     | 82e   |
|                 | 8  | Fidel Martínez   |     | 90+2e |
| Sélectionneur : |    |                  |     |       |
| Gustavo Alfaro  |    |                  |     |       |

| PÉROU :         |    |                   |     |       |
|                 |    |                   |     |       |
| Gardien de but  | 1  | Pedro Gallese     |     |       |
|                 | 6  | Miguel Trauco     |     |       |
|                 | 22 | Alexander Callens |     |       |
|                 | 15 | Christian Ramos   | 88e |       |
|                 | 3  | Aldo Corzo        |     |       |
|                 | 19 | Yoshimar Yotún    |     | 90+3e |
|                 | 13 | Renato Tapia      |     |       |
|                 | 10 | Christian Cueva   |     | 86e   |
|                 | 8  | Sergio Peña       |     | 78e   |
|                 | 18 | André Carrillo    |     |       |
|                 | 9  | Gianluca Lapadula |     | 78e   |
| Remplaçants :   |    |                   |     |       |
|                 | 14 | Wilder Cartagena  |     | 78e   |
|                 | 20 | Santiago Ormeño   |     | 78e   |
|                 | 5  | Miguel Araujo     |     | 86e   |
|                 | 17 | Luis Iberico      |     | 90+3e |
| Sélectionneur : |    |                   |     |       |
| Ricardo Gareca  |    |                   |     |       |

| Assistants : Diego Barbero Sevilla Ángel Nevado Rodríguez Quatrième arbitre : Patricio Loustau (en) Arbitre assistant vidéo : José Luis Munuera Montero (en) Homme du match : Gianluca Lapadula |

### Brésil - Colombie
| Match 14                   | Brésil                                          | 2 - 1   | Colombie             | Stade olympique Nilton-Santos, Rio de Janeiro                                 |                                                                               |
| 23 juin 2021 21:00 (UTC−3) | ( Lodi) Firmino 78e · ( Neymar) Casemiro 90+10e | (0 - 1) | 10e Díaz (Cuadrado ) | Spectateurs : 0 Arbitrage : Néstor Pitana Arbitre vidéo : Mauro Vigliano (en) | Spectateurs : 0 Arbitrage : Néstor Pitana Arbitre vidéo : Mauro Vigliano (en) |
| 23 juin 2021 21:00 (UTC−3) | Rapport                                         |         |                      | Spectateurs : 0 Arbitrage : Néstor Pitana Arbitre vidéo : Mauro Vigliano (en) | Spectateurs : 0 Arbitrage : Néstor Pitana Arbitre vidéo : Mauro Vigliano (en) |

| Brésil | Colombie |

| BRÉSIL :        |    |                 |     |     |
|                 |    |                 |     |     |
| Gardien de but  | 12 | Weverton        |     |     |
|                 | 6  | Alex Sandro     | 14e | 62e |
|                 | 3  | Thiago Silva    |     |     |
|                 | 4  | Marquinhos      |     |     |
|                 | 2  | Danilo          |     |     |
|                 | 7  | Richarlison     |     | 77e |
|                 | 8  | Fred            |     | 68e |
|                 | 5  | Casemiro        |     |     |
|                 | 11 | Éverton Ribeiro | 27e | 45e |
|                 | 10 | Neymar          | 87e |     |
|                 | 9  | Gabriel Jesus   |     | 77e |
| Remplaçants :   |    |                 |     |     |
|                 | 20 | Roberto Firmino |     | 45e |
|                 | 16 | Renan Lodi      |     | 62e |
|                 | 17 | Lucas Paquetá   |     | 68e |
|                 | 19 | Everton         |     | 77e |
|                 | 21 | Gabriel Barbosa |     | 77e |
| Sélectionneur : |    |                 |     |     |
| Tite            |    |                 |     |     |

| COLOMBIE :      |    |                     |        |       |
|                 |    |                     |        |       |
| Gardien de but  | 1  | David Ospina        | 81e    |       |
|                 | 6  | William Tesillo     |        |       |
|                 | 23 | Davinson Sánchez    |        |       |
|                 | 13 | Yerry Mina          |        |       |
|                 | 16 | Daniel Muñoz        |        |       |
|                 | 14 | Luis Díaz           |        | 90+1e |
|                 | 15 | Mateus Uribe        |        |       |
|                 | 5  | Wílmar Barrios      | 90+9e  |       |
|                 | 11 | Juan Cuadrado       | 70e    |       |
|                 | 7  | Duván Zapata        |        | 64e   |
|                 | 18 | Rafael Santos Borré |        | 64e   |
| Remplaçants :   |    |                     |        |       |
|                 | 8  | Gustavo Cuéllar     | 90+12e | 64e   |
|                 | 19 | Miguel Borja        |        | 64e   |
|                 | 3  | Óscar Murillo       |        | 90+1e |
| Sélectionneur : |    |                     |        |       |
| Reinaldo Rueda  |    |                     |        |       |

| Assistants : Ezequiel Brailovsky José Antelo Quatrième arbitre : Leodán González (es) Arbitre assistant vidéo : Facundo Tello Homme du match : Luis Díaz |

### Brésil - Équateur
| Match 17                   | Brésil                 | 1 - 1   | Équateur             | Stade olympique Pedro Ludovico Teixeira, Goiânia                         |                                                                          |
| 27 juin 2021 18:00 (UTC−3) | ( Everton) Militão 37e | (1 - 0) | 53e Mena (Valencia ) | Spectateurs : 0 Arbitrage : Roberto Tobar Arbitre vidéo : Julio Bascuñán | Spectateurs : 0 Arbitrage : Roberto Tobar Arbitre vidéo : Julio Bascuñán |
| 27 juin 2021 18:00 (UTC−3) | Rapport                |         |                      | Spectateurs : 0 Arbitrage : Roberto Tobar Arbitre vidéo : Julio Bascuñán | Spectateurs : 0 Arbitrage : Roberto Tobar Arbitre vidéo : Julio Bascuñán |

| Brésil | Équateur |

| BRÉSIL :        |    |                 |  |     |
|                 |    |                 |  |     |
| Gardien de but  | 1  | Alisson         |  |     |
|                 | 16 | Renan Lodi      |  | 49e |
|                 | 4  | Marquinhos      |  |     |
|                 | 14 | Éder Militão    |  |     |
|                 | 13 | Emerson         |  |     |
|                 | 25 | Douglas Luiz    |  | 63e |
|                 | 15 | Fabinho         |  |     |
|                 | 17 | Everton         |  | 78e |
|                 | 20 | Roberto Firmino |  | 63e |
|                 | 17 | Lucas Paquetá   |  | 78e |
|                 | 21 | Gabriel Barbosa |  |     |
| Remplaçants :   |    |                 |  |     |
|                 | 2  | Danilo          |  | 49e |
|                 | 5  | Casemiro        |  | 63e |
|                 | 18 | Vinícius Júnior |  | 63e |
|                 | 11 | Éverton Ribeiro |  | 78e |
|                 | 7  | Richarlison     |  | 78e |
| Sélectionneur : |    |                 |  |     |
| Tite            |    |                 |  |     |

| ÉQUATEUR :      |    |                  |     |     |
|                 |    |                  |     |     |
| Gardien de but  | 1  | Hernán Galíndez  |     |     |
|                 | 7  | Pervis Estupiñán | 83e |     |
|                 | 3  | Piero Hincapié   |     |     |
|                 | 4  | Robert Arboleda  |     |     |
|                 | 17 | Ángelo Preciado  |     |     |
|                 | 27 | Diego Palacios   |     | 72e |
|                 | 23 | Moisés Caicedo   |     | 17e |
|                 | 20 | Jhegson Méndez   |     |     |
|                 | 21 | Alan Franco      |     |     |
|                 | 18 | Ayrton Preciado  |     | 84e |
|                 | 13 | Enner Valencia   |     | 83e |
| Remplaçants :   |    |                  |     |     |
|                 | 15 | Ángel Mena       |     | 17e |
|                 | 19 | Gonzalo Plata    |     | 72e |
|                 | 9  | Leonardo Campana |     | 83e |
|                 | 16 | Mario Pineida    |     | 84e |
| Sélectionneur : |    |                  |     |     |
| Gustavo Alfaro  |    |                  |     |     |

| Assistants : Christian Schiemann (es) Claudio Ríos Quatrième arbitre : Andrés Cunha Arbitre assistant vidéo : Cristián Garay Homme du match : Enner Valencia |

### Venezuela - Pérou
| Match 18                   | Venezuela | 0 - 1   | Pérou        | Stade national de Brasilia Mané Garrincha, Brasilia                            |                                                                                |
| 27 juin 2021 18:00 (UTC−3) |           | (0 - 0) | 48e Carrillo | Spectateurs : 0 Arbitrage : Patricio Loustau (en) Arbitre vidéo : Derlis López | Spectateurs : 0 Arbitrage : Patricio Loustau (en) Arbitre vidéo : Derlis López |
| 27 juin 2021 18:00 (UTC−3) | Rapport   |         |              | Spectateurs : 0 Arbitrage : Patricio Loustau (en) Arbitre vidéo : Derlis López | Spectateurs : 0 Arbitrage : Patricio Loustau (en) Arbitre vidéo : Derlis López |

| Venezuela | Pérou |

| VENEZUELA :     |    |                       |     |     |
|                 |    |                       |     |     |
| Gardien de but  | 1  | Wuilker Faríñez       |     |     |
|                 | 20 | Ronald Hernández      | 21e |     |
|                 | 14 | Luis Mago             |     |     |
|                 | 3  | Mikel Villanueva      |     |     |
|                 | 2  | Nahuel Ferraresi      |     |     |
|                 | 16 | Roberto Rosales       |     | 69e |
|                 | 23 | Cristian Cásseres Jr. |     | 59e |
|                 | 26 | Edson Castillo        |     | 69e |
|                 | 5  | Júnior Moreno         |     |     |
|                 | 7  | Jefferson Savarino    |     | 59e |
|                 | 11 | Sergio Córdova        |     | 78e |
| Remplaçants :   |    |                       |     |     |
|                 | 13 | José Andrés Martínez  |     | 59e |
|                 | 18 | Rómulo Otero          |     | 59e |
|                 | 21 | Alexander González    |     | 69e |
|                 | 10 | Yeferson Soteldo      |     | 69e |
|                 | 15 | Jan Carlos Hurtado    |     | 78e |
| Sélectionneur : |    |                       |     |     |
| José Peseiro    |    |                       |     |     |

| PÉROU :         |    |                   |  |     |
|                 |    |                   |  |     |
| Gardien de but  | 1  | Pedro Gallese     |  |     |
|                 | 6  | Miguel Trauco     |  |     |
|                 | 22 | Alexander Callens |  | 27e |
|                 | 5  | Miguel Araujo     |  |     |
|                 | 3  | Aldo Corzo        |  |     |
|                 | 19 | Yoshimar Yotún    |  |     |
|                 | 13 | Renato Tapia      |  | 73e |
|                 | 10 | Christian Cueva   |  | 83e |
|                 | 8  | Sergio Peña       |  |     |
|                 | 18 | André Carrillo    |  | 73e |
|                 | 9  | Gianluca Lapadula |  | 83e |
| Remplaçants :   |    |                   |  |     |
|                 | 2  | Luis Abram        |  | 27e |
|                 | 14 | Wilder Cartagena  |  | 73e |
|                 | 24 | Raziel García     |  | 73e |
|                 | 11 | Alex Valera       |  | 83e |
|                 | 20 | Santiago Ormeño   |  | 83e |
| Sélectionneur : |    |                   |  |     |
| Ricardo Gareca  |    |                   |  |     |

| Assistants : Gabriel Chade Eduardo Cardozo Quatrième arbitre : Eber Aquino (es) Arbitre assistant vidéo : Juan Gabriel Benítez Homme du match : André Carrillo |

## Homme du match
| Match | Résultats | Résultats | Résultats | Homme du match    |
| ----- | --------- | --------- | --------- | ----------------- |
| 1     | Brésil    | 3 - 0     | Venezuela | Marquinhos        |
| 2     | Colombie  | 1 - 0     | Équateur  | David Ospina      |
| 5     | Colombie  | 0 - 0     | Venezuela | Wuilker Faríñez   |
| 6     | Brésil    | 4 - 0     | Pérou     | Neymar            |
| 9     | Venezuela | 2 - 2     | Équateur  | Gonzalo Plata     |
| 10    | Colombie  | 1 - 2     | Pérou     | Renato Tapia      |
| 13    | Équateur  | 2 - 2     | Pérou     | Gianluca Lapadula |
| 14    | Brésil    | 2 - 1     | Colombie  | Luis Díaz         |
| 17    | Brésil    | 1 - 1     | Équateur  | Enner Valencia    |
| 18    | Venezuela | 0 - 1     | Pérou     | André Carrillo    |

## Statistiques

### Classement des buteurs
2 buts   
- Neymar
- Ayrton Preciado
- André Carrillo

1 but  
- Alex Sandro
- Gabriel Barbosa
- Casemiro
- Roberto Firmino
- Marquinhos
- Éder Militão
- Éverton Ribeiro
- Richarlison
- Miguel Borja
- Edwin Cardona
- Luis Díaz
- Ángel Mena
- Gonzalo Plata
- Gianluca Lapadula
- Sergio Peña
- Edson Castillo
- Ronald Hernández

1 but contre son camp  (csc)
- Yerri Mina (face au Pérou)
- Renato Tapia (face à l'Équateur)

### Classement des passeurs
2 passes 
- Neymar

1 passe 
- Everton
- Fred
- Gabriel Jesus
- Renan Lodi
- Richarlison
- Miguel Borja
- Juan Cuadrado
- Robert Arboleda
- Damián Díaz
- Enner Valencia
- Christian Cueva
- Gianluca Lapadula
- Edson Castillo
- José Martínez

## Discipline
Les points de fair-play sont utilisés pour départager les équipes en cas d'égalité de points au classement général et en confrontation. Ces points sont calculés sur le nombre des cartons jaunes et rouges reçus lors de tous les matches de groupe, comme suit :
- premier carton jaune : moins 1 point ;
- carton rouge indirect (deuxième carton jaune) : moins 3 points ;
- carton rouge direct : moins 4 points ;
- carton jaune et carton rouge direct : moins 5 points ;

Une seule des déductions ci-dessus est appliquée à un joueur lors d'un même match.
| Équipe    | Journée 1 | Journée 1                                  | Journée 1    | Journée 1                   | Journée 2 | Journée 2                                  | Journée 2    | Journée 2                   | Journée 3 | Journée 3                                  | Journée 3    | Journée 3                   | Journée 4 | Journée 4                                  | Journée 4    | Journée 4                   | Journée 5 | Journée 5                                  | Journée 5    | Journée 5                   | Points |
| Équipe    | Averti    | Carton jaune · Carton jaune · Carton rouge | Carton rouge | Carton jaune · Carton rouge | Averti    | Carton jaune · Carton jaune · Carton rouge | Carton rouge | Carton jaune · Carton rouge | Averti    | Carton jaune · Carton jaune · Carton rouge | Carton rouge | Carton jaune · Carton rouge | Averti    | Carton jaune · Carton jaune · Carton rouge | Carton rouge | Carton jaune · Carton rouge | Averti    | Carton jaune · Carton jaune · Carton rouge | Carton rouge | Carton jaune · Carton rouge | Points |
| --------- | --------- | ------------------------------------------ | ------------ | --------------------------- | --------- | ------------------------------------------ | ------------ | --------------------------- | --------- | ------------------------------------------ | ------------ | --------------------------- | --------- | ------------------------------------------ | ------------ | --------------------------- | --------- | ------------------------------------------ | ------------ | --------------------------- | ------ |
| Brésil    | 2         | 0                                          | 0            | 0                           | 1         | 0                                          | 0            | 0                           |           |                                            |              |                             | 3         | 0                                          | 0            | 0                           | 0         | 0                                          | 0            | 0                           | -6     |
| Colombie  | 3         | 0                                          | 0            | 0                           | 2         | 0                                          | 1            | 0                           | 1         | 0                                          | 0            | 0                           | 4         | 0                                          | 0            | 0                           |           |                                            |              |                             | -14    |
| Venezuela | 2         | 0                                          | 0            | 0                           | 5         | 0                                          | 0            | 0                           | 0         | 0                                          | 0            | 0                           |           |                                            |              |                             | 1         | 0                                          | 0            | 0                           | -8     |
| Équateur  | 1         | 0                                          | 0            | 0                           |           |                                            |              |                             | 3         | 0                                          | 0            | 0                           | 1         | 0                                          | 0            | 0                           | 1         | 0                                          | 0            | 0                           | -6     |
| Pérou     |           |                                            |              |                             | 3         | 0                                          | 0            | 0                           | 2         | 0                                          | 0            | 0                           | 1         | 0                                          | 0            | 0                           | 0         | 0                                          | 0            | 0                           | -6     |